# مانستر هانتر: وایلدز
مانستر هانتر: وایلدز (به انگلیسی: Monster Hunter Wilds) یک بازی نقش‌آفرینی اکشن است که توسط کپکام توسعه یافته و منتشر خواهد شد. این بازی جانشین مانستر هانتر: ورلد (2018) است و قرار است در ۲۸ فوریه ۲۰۲۵ برای رایانه‌های شخصی ویندوز، پلی‌استیشن ۵ و ایکس‌باکس سری X و S عرضه شود.